# Alsergrund
Alsergrund är ett distrikt (tyska: Gemeindebezirk) i Österrikes huvudstad Wien. Wien är indelat i 23 distrikt och Alsergrund har distriktsnummer 9.
Alsergrund är beläget i norra delen av Wiens centrum intill den gamla stadsmuren. I Alsergrund är Volksoper belägen.
Antalet invånare år 2022 är 41 400. Arean är 2,97 kvadratkilometer. 